# Faverolles-et-Coëmy

Faverolles-et-Coëmy este o comună în departamentul Marne, Franța. În 2009 avea o populație de 515 de locuitori.